# 마르틴스타마린
마르틴스타마린(Saguinus martinsi)는 신세계원숭이에 속하며 타마린의 일종이다. 브라질에서 발견된다.